# Унгуфару
Унгуфару (мальд. އުނގޫފާރު) — один из обитаемых островов в составе административного атолла Раа, Мальдивы. Является главным населённым пунктом атолла.
Расположен в северной части Мальдивского архипелага, примерно в 173 км от столицы страны, города Мале. Составляет 775 м в длину и 450 м в ширину. Площадь острова — 34,4 га. По данным на 2006 год население острова насчитывало 2988 человек: 1471 мужчину и 1517 женщин. Возрастная структура населения: 1501 человек — младше 18 лет; 422 человека — от 19 до 25 лет; 938 человек — от 26 до 64 лет и 127 человек — в возрасте 65 лет и старше. Уровень грамотности населения — 95,3 %.
Всего на острове насчитывается 472 домашних хозяйства, то есть в среднем на 1 хозяйство приходится 6,3 человек. Имеется 2 школы и региональная больница.
После разрушительного цунами в декабре 2004 года на Унгуфару было переселено население опустошенного острова Кандулуду. В 2008 году эти люди были вновь переселены на близлежащий остров Двувафару.